# Hereheretue (atolón)
Hereheretue o Hiri-oro es un atolón de las Tuamotu, en la Polinesia Francesa.

## Historia
El primer avistamiento del atolón registrado por los europeos fue por la expedición española de Pedro Fernández de Quirós el 4 de febrero de 1606. Junto con los otros tres atolones de las Islas del Duque de Gloucester fueron nombrados como islas de las Cuatro Coronas.

## Geografía
Es un atolón pequeño y lejano. Las tierras más cercanas son las islas del Duque de Gloucester, a 150 km, y alguna vez se le incluye en este grupo. La superficie total es de 0,6 km², cerrando completamente la laguna interior. La población total era de 50 habitantes en el censo de 1996. Además dispone de una estación meteorológica.